# П'ятеро проти Венери
«П'ятеро проти Венери» (англ. Five Against Venus) — науково-фантастичний роман американського письменника Філіпа Латема, вперше опублікований 1952 року John C. Winston Company. Філіп Летем — псевдонім Роберта С. Річардсона, професійного астронома, який також надавав технічну допомогу в таких фільмах, як «Місце призначення — Місяць», і писав сценарії для телесеріалу «Капітан Відео».
Один із тридцяти п'яти молодіжних романів, які входять до серії «Наукова фантастика Вінстона», опубліковані в 1950-х роках для хлопчиків-підлітків. Типовим героєм цих книжок був хлопчик у пізньому підлітковому віці, який добре володів електронікою, хобі, яке було легко зрозумілим для читачів. У цьому романі Брюс Робінсон відрізняється від того зразка тим, що не має особливих навичок, лише знання астрономії. У вище вказаному романі Брюс Робінсон відрізняється від еталону тим, що не має особливих навичок, лише знання астрономії.
Під статтею про Венеру в Енциклопедії наукової фантастики, письменник зазначає, що «П'ятеро проти Венери» Філіпа Латама (1952) — це венеріанська робінзонада". Дійсно, загалом роман — це швейцарська сім'я Робінзонів у космосі, хоча прискорення кризи, більше завдячує фільм 1950 року «Ракета X-M».

## Головні герої
- Пол Робінсон: вирушаючи на нову роботу на Місяць, навіть не мріяв, що стане лідером імпровізованої експедиції на іншу планету.
- Гелен Робінсон: звичайна американська домогосподарка, яка повинна відновити дух першопрохідності, щоб налагодити ведення домашнього господарства в чужорідному середовищі.
- Брюс Робінсон: 16-річний хлопець, прагне подорожувати космосом, але потім виявляє, що це не те, чого він очікував.
- Френк Робінсон: 16-річний хлопець, лише хотів пограти з дивною машиною, яку дістали серед уламків космічного корабля.
- Джим Грегор: пілот/штурман корабля для польотів у далекий космос «Аврора», здійснює найвідважніший вчинок, щоб врятувати життя пасажирів свого корабля.
- Доктор Брем Сіммонс: ексцентричний вчений, сам побував на Венері п'ять років тому, і більше про нього ніхто не чув — досі.

## Сюжет
Після ще одного нудного дня в середній школі Лос-Анджелеса Брюс Робінсон радий почути, що його батько Пол Робінсон, який тривалий період часу залишався безробітним, нарешті знайшов роботу — на Місяці. Через деякий час сім'я Робінсонів сідає на борт ракети, який доставить їх назустріч «Сіріусу», корабля для польотів у далекий космос, який доставить їх на Місяць. Але коли вони наближаються до дископодібного корабля для польотів у далекий космос, вони дізнаються, що замість «Сіріуса» вирушать до Місяця на «Аврорі».
Після того, як Робінсони сіли на «Аврору» і заселилися, Брюс зустрічає Джима Грегора, який показує йому елементи керування кораблем. Потім Брюс і Грегор приєднуються до інженера та капітана (імені жодного з них не згадуються в романі) у вантажному відсіку, щоб перемістити декілька ящиків. Коли одна з коробок розсипаються, вони виявляють дивну на вигляд машину, капітан попереджає Брюса ніколи нікому не розповідати про те, що він бачив.
Під час руху корабля у Брюса виникає відчуття, що щось пішло не так. Він бачить, що загорілася аварійка, і повідомляє Грегору. Пілот виявляє, що двигуни корабля перегрілися і що корабель тримає курс, який пройде близько до Венери (у фільмі 1950 року «Ракетний корабель X-M» перепуск двигунів переносить корабель, що прямує до Місяця, на Марс). Через недостатню кількість палива, щоб повернутися на Землю, Грегор намагається здійснити аварійну посадку на схилі гори та гине під час аварії. Перед аварією капітан й інженер катапультуються на ракетному рятувальному човні.
Трохи приголомшені катастрофою, Брюс та його батько дістають припаси з розбитого космічного корабля. Серед припасів вони виявляють, на їхній подив, пару карабінів і ящики з боєприпасами. Знайшовши печеру поруч з водоспадом поблизу затонулого корабля, вони рухаються туди й розбивають табір.
Декілька разів Брюс чує тихий шурхіт, а іноді чує дзвін у вухах й відчуває тепло на обличчі. Інші члени родини також мають подібний досвід, вони пояснюють ці відчуття як частина акліматизації до чужого середовища.
Оскільки запаси консервів закінчуються, Пол та Брюс вирушають на полювання, припускаючи, що тваринний світ Венери буде їстівним. Вони йдуть за потоком, який витікає з їхнього водоспаду, і незабаром знаходять щось схоже на штучний вольєр, сплетений з лози, при використанні дерева як опори. Всередині імпровізованого загону вони зустрічають істоту, схожу на диплодока, але приручений. Вони везуть слухняну істоту до своєї печери, маючи намір зарізати її після повернення, але змінюють своє рішення і залишають як домашнього улюбленця після того, як вона врятує Френка від хижої рослини.
Принісши зразки бульб і грушеподібних плодів, які з'їв звір, Пол і Брюс знаходять їх їстівними, сім'я починає їх їсти, коли закінчуються консерви. Тим часом Пол хворіє від порізу, який він отримав, коли вдарився рукою об камінь. Пізніше, після того як він добре виспався, рука Пола заживає, незважаючи на те, що вона була вкрита швидкозростаючою зеленою пліснявою, яка росте на будь-яких органічних речовинах.
Під час пошуку нових бульб Брюс чує дзвін у вухах, відчуває, як розжарюється обличчя, а потім втрачає свідомість. Його розбудив дивний чоловік, який представився Бремом Сіммонсом, вченим, який один прибув на Венеру п'ять років тому. Поруч стоять декілька істот, схожих на кажана розміром з людину, чиє ультразвукове випромінювання нокаутувало Брюса. Сіммонс відганяє кажанів і розповідає Брюсу, в якій біді він і його родина. Люди-кажани — це вампіри, які зазвичай беруть кров у тварин, схожих на динозаврів, яких тримають у загонах навколо, а неподалік є велика колонія людей-кажанів.
Після повернення Брюса повертається до печери, вночі Робінзони піддаються нападу. Спочатку Пол і Брюс карабінами відбивають нападників, але потім у них закінчуються патрони. Оскільки ситуація здається безнадійною, зіркові снаряди та гранати вибухають у долині під печерою, а люди-кажани, збентежені та розгублені, тікають із місця події: висаджуються космічні десантники.
Припустивши, що після аварії «Аврори» ніхто не вижив, космонавти прийшли, щоб забрати гаджет, про який капітан «Аврори» попереджав Брюса не згадувати. Це надсекретна військова машина — і Френк нею бавиться! З машиною в руках космонавти повертають Робінсонів на Землю з собою: Сіммонс вирішує залишитися на Венері й надалі жити з людьми-кажанами.
Вдома Робінсонів переслідували репортери, але тепер їхня слава слабшає. Однак один чоловік шукає їх, щоб щось запропонувати. Він представляє фармацевтичну компанію, куди Брюс передав зразки живих речовин з Венери, і він повідомляє Робінсонам, що зелена пліснява, яка була такою неприємністю, виробляє антибіотик, потужніший за пеніцилін. Після цього чоловік повідомляє Робінсонам, що його компанія пропонує достатньо грошей, щоб вирішити їхні фінансові проблеми на довгі роки.

## За лаштунками на Венері
«За лаштунками на Венері» — назва глави 21, яка служить додатком. Як професійний астроном автор знав усе, що було відомо або висунуто як припущення про Венеру до 1952 року, він описав, як використав ці знання, щоб створити свою оповідь.

## Відгуки
На сторінках Kirkus Reviews оглядач написав, що роман переносить читача в подорож: «З Землі на Венеру і назад на Землю повертається Брюс Робінсон після того, як його батька призначили піарщиком міста Тихо на Місяці. Одним із результатів подорожі є відкриття цвілі, яка знищує бактерії. Іншими особливостями є відкриття загадкового вченого, який декілька років тому висаджувався на Венері — небезпека венерианських людей-кажанів та їхніх палаючих ультразвукових хвиль — інфрачервоні рослини як основне джерело кисню. Тут також є важливі людські елементи — дорослішання Брюса; питання про емоції людей-кажанів і стосунки таємничого вченого з ними. Роман написаний у вивернутій, різкій манері, яка, здається, доповнює описані фантазії, а наукова основа уяви письменника обговорюється в повчальному останньому розділі».
Роман також рецензували:
- Джордж О. Сміт на сторінках «Космічної наукової фантастики» у листопаді 1952 року
- невідомий оглядач на сторінках «Космічних історій» у жовтні 1952 року
- Сем Мервін-молодший на сторінках «Емейзінг сторіз» за жовтень 1952 року
- Грофф конклін на сторінках «Гелексі санс фікшн» за листопад 1952 року
- П. Шуйлер Міллер на сторінках «Естаундінг сайнс фікшн» за листопад 1952 року
- Роберт В. Лоуденс на сторінка «Фючр сайнс фікшн» за січень 1953 року